# 性別中立

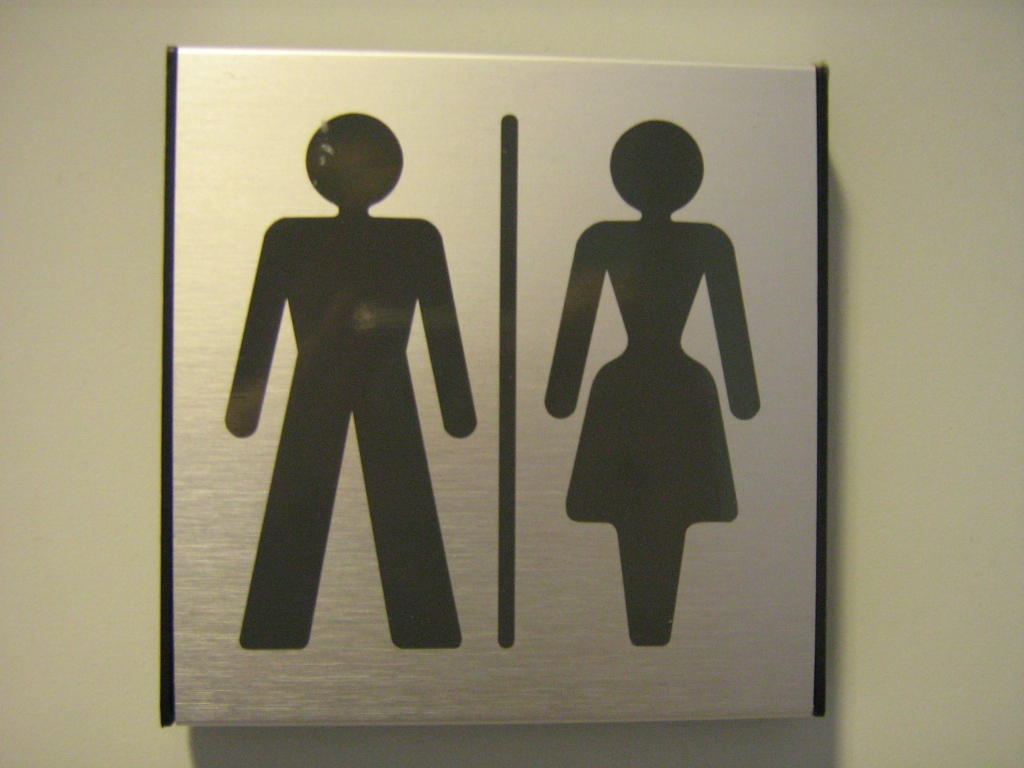
性別浴室標牌, 瑞典, 2008

性別中立（英語：Gender neutrality）運動。一般是指推行去性別化的語言、社會政策和其他社會機構（社會結構、性別角色或性別認同）應該避免根據人們的性別來區分性別角色的想法，以避免因某一種性別比另一種性別更適合的社會角色的印象而產生歧視。但在推行方面，因社會普遍存在性別定型，加上被指有關措施是政治正確的舉措，在文化及社會意識上充滿爭議。

## 性別中的灰色區域
與性別中立有關的問題是性別中存在的灰色地帶。試圖在法律上界定性別界線已經被證明是一個困難的問題，因為存在性別認同或被他人識別為雙性人，第三性，變性人以及更普遍的非常規性別及性別非二元的人。

## 性別盲
性別盲是不按性別區分人的實踐。

## 政策

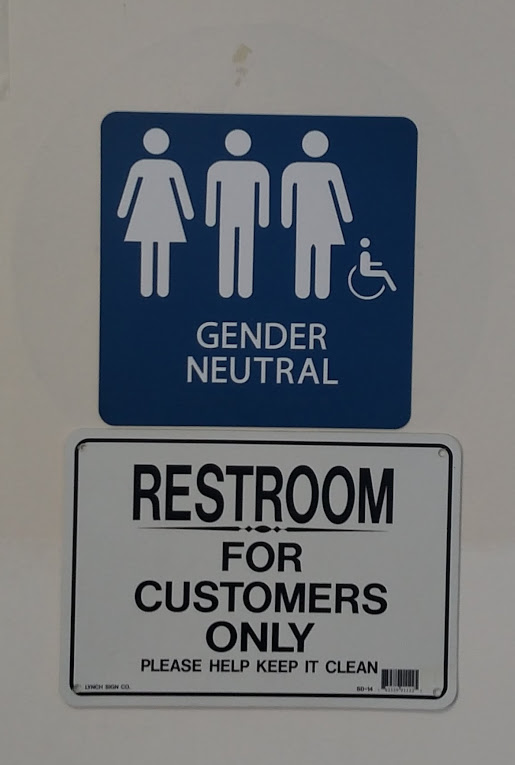
這張圖片顯示一個性別中立廁所的標示，表示該廁所適用於所有性別，並且僅限顧客使用。

英國80間公立中小學祭出「性别中立」的校服政策，未來將允許男學生穿著裙子，到學校裡上課，希望藉此保護「跨性別兒童」的權益。不過，仍有部分保守型基督教團體持反對立場。根據新的校服規定，無論男孩或女孩，都能穿著感覺最舒適的服裝上課，這意味小至5歲的兒童，就能依據自己性別意識，像大人一樣「出櫃」，而且不會違反校規。此前，許多倡議已發出警告，當前的校服政策（只容許男生穿褲，女生穿裙）歧視LGBT族群（女、男同性戀者、雙性戀者、與跨性別者的統稱）。另外，英國私立學校委員會（Independent Schools Council）的秘書長羅賓森（Julie Robinson）也指出，其他公、私立學校很快也會跟進，而且部份學校也已經調整政策，希望能照顧「跨性別學生」。但仍有保守的基督教團體表示，新規定會影響孩子的性別認同，兩性的界限已被逾越，相當令人憂心。報導指，伯明翰的艾倫斯學校（Allens Croft School）將是第一間採行「性別中立」校服政策的學校，服裝將不分男女性别，男生可以穿著灰色或黑色長裙，女生也可以身穿灰或黑色的長褲。
英國近來陸續有中學推行性別中立校服政策，即女生也一律穿褲代替穿裙，估計全國有大約四十間。由於部分中學有學生是變性人，為了推廣性別中立的平等原則，加上避免出現歧視，令不少學校推行這政策。然而，有學生家長對禁止穿校裙的規定表示不滿，認為沒有諮詢。他們表示，學校應容許女生選擇穿裙或穿褲，而非完全禁止穿校裙。

## 跨性别
一些跨性别者想自我定為中性，或自我性別認同並非男性和女性等，因為跨性別男性和跨性別女性並非一般的順性別男性和女性。